# Ratisbona
Ratisbona (en alemany Regensburg) és una ciutat de l'estat alemany de Baviera, Alemanya, que l'any 2007 tenia 151.000 habitants. Se situa a la confluència entre els rius Danubi i Regen, a l'oest del Bosc de Baviera (Bayerischer Wald). Regensburg és la capital de la regió administrativa de l'Alt Palatinat.
El gran centre medieval de la ciutat és Patrimoni de la Humanitat segons la UNESCO.

## Història

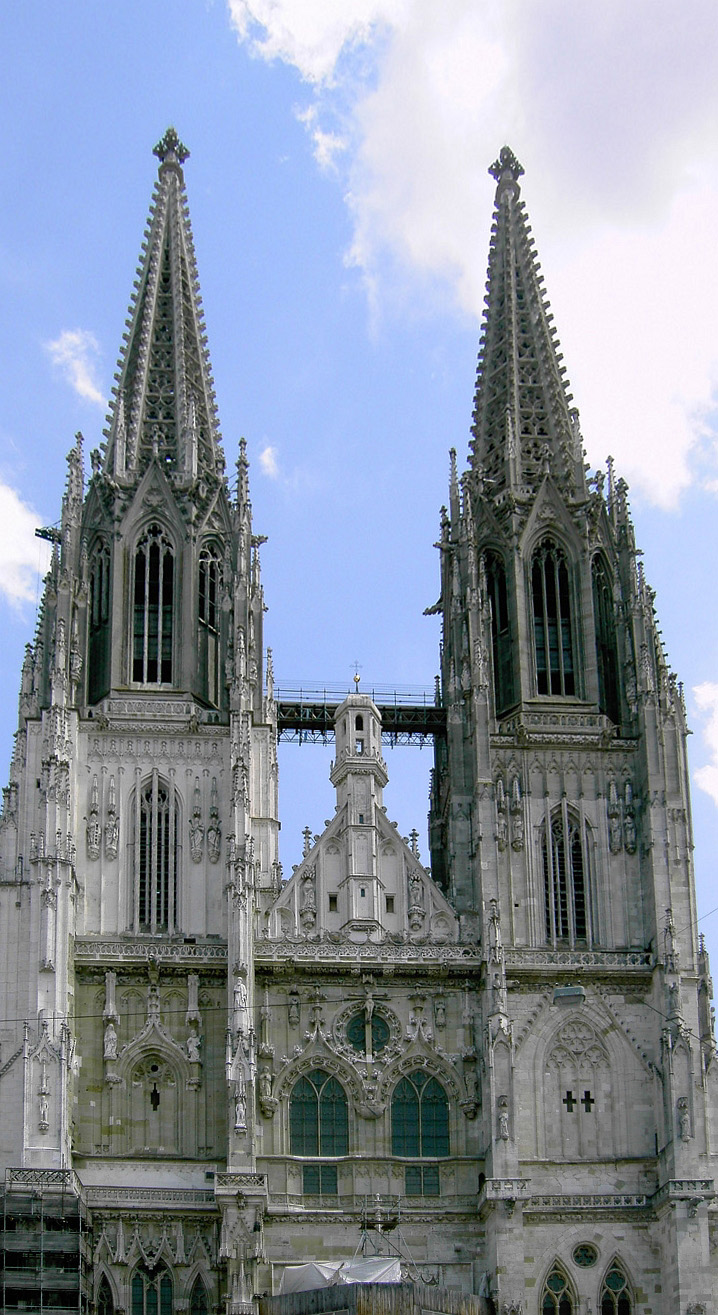
Catedral de Ratisbona

El primer assentament de Ratisbona data de l'edat de pedra. El nom celta era Radasbona. Cap a l'any 90 els romans hi varen construir una fortificació que es deia Castra Regina ('fortalesa al riu Regen'). Correspon a l'actual Altstadt ("Ciutat antiga") de Ratisbona. Es creu que en època romana la ciutat era seu d'un bisbat i Bonifaci de Fulda restablí la diòcesi de Ratisbona l'any 739.
Des de l'any 530 al segle xiii Ratisbona va ser la capital de Baviera. El consell de bisbes condemnà l'heretgia de l'adopcionisme adoptada pels bisbes d'Espanya Elipand de Toledo i Fèlix d'Urgell. La diòcesi de Ratisbona inicià la cristianització dels txecs al segle ix i la diòcesi de Ratisbona va ser la metropolitana de la de Praga. L'any 1245 Ratisbona va esdevenir una Ciutat Imperial Lliure i un centre del comerç medieval. La ciutat adoptà la reforma protestant l'any 1542 dins el luteranisme. De 1663 a 1806, aquesta ciutat va ser la seu permanent de la Dieta Imperial del Sacre Imperi Romanogermànic. El 1810, l'arxicanceller Carl Dalberg cedí Ratisbona al Regne de Baviera.
Entre el 19 i 23 d'abril de 1809 va ser l'escenari de la batalla de Ratisbona entre les forces franceses del Baró de Coutad i l'exèrcit d'Àustria.

## Fills il·lustres
- Hieronymus Kradenthaller (1637-1700) organista i compositor.